# Demétrio Calcondilas

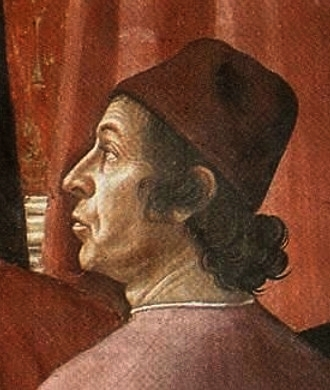
Imagem de Demétrio Calcondilas

Demétrio Calcondilas (em grego: Δημήτριος Χαλκοκονδύλης, Demétrios Kalkokondýles, em latim: Demetrius Chalcocondyles) (Atenas, agosto de 1423 – Milão, 9 de janeiro de 1511) foi um humanista grego. 

## Biografia
Demétrio Calcondila pertencia a uma família aristocrática, culturalmente (entre seus membros o historiador Laonico) e politicamente proeminente no Ducado de Atenas governado pela família florentina dos Acciaiuoli.
Com a morte em 1435 de Antonio I Acciaiuoli, sua viúva, Maria Melissena, parente dos Calcondila, desejando tirar o ducado dos herdeiros florentinos, encarregou Giorgio Calcondila, tio de Demétrio e líder do partido nacionalista pró-helênico, de ir ao sultão Murad II para obter o reconhecimento formal do novo governo. Uma revolta da facção Acciaiuoli, no entanto, tomou o poder em Atenas e instalou os dois sobrinhos de Antônio I. Os Calcôndilas, e provavelmente Demétrio entre eles, fugiram de Atenas para o Peloponeso.
Não há informações certas sobre a vida e a formação filosófica de Demétrio nesse período, sabe-se que em 1449, vindo de Atenas, ele chegou a Roma, onde aprofundou seus conhecimentos de filosofia platônica, que pôde ensinar, juntamente com a língua grega antiga, a estudantes particulares em Perúgia.
Em 1462, Demétrio deu provas de suas qualidades literárias e filosóficas ao publicar um panfleto em defesa de Teodoro Gaza, seu professor, que foi atacado por um filósofo filoplatônico grego, Miguel, o Apóstolo, que recriminou Gaza por ter se aproximado, como platonista, de teorias pró-aristotélicas. Em outubro de 1463, Demétrio obteve a cátedra de grego antigo na Universidade de Pádua, de onde, entre 1471 e 1472, tentou se mudar, com a ajuda de amigos influentes, para Florença, conseguindo apenas em 1475 após a transferência para Milão de Andrônico Calisto, que ocupou a sé florentina no lugar de Argiropulo.
Com sua nomeação para o ateliê florentino, Demétrio havia atingido o auge de sua carreira acadêmica, embora ainda não tivesse produzido nenhuma obra importante que difundisse e apoiasse a cultura grega bizantina na Itália, que entrara em crise após a morte de Bessarion (1472), a quem Demétrio tentou repetidamente em vão conquistar, e Teodoro Gaza (1475).
Além do alívio dado a ele pelo afresco no coro de Santa Maria Novella de Ghirlandaio, que o retrata com Ficino, Landino e Poliziano, a quase ausência de fontes a seu respeito sugere que a estadia de Demétrio na corte de Lourenço, o Magnífico, não contribuiu para elevar a situação filosófica e cultural bizantina grega na Itália. Sua atividade mais profícua foi ao invés disso no ensino e leitura dos clássicos, tendo como discípulos Poliziano, Pico della Mirandola, Giovanni De' Medici e muitos outros entusiastas da língua grega que assim tiveram a oportunidade de ouvir ao vivo um dos últimos intelectuais sobreviventes de origem grega.
Em 1484, aos sessenta e um anos, Calcondila casou-se com uma mulher, cujo nome e linhagem não sobreviveram, com quem teve dez filhos.
Nesse ínterim, sua notoriedade diminuiu devido ao trabalho intelectual de Poliziano, que em concorrência com Demétrio começou a ler autores gregos e, ao contrário daqueles intelectuais que, como Gaza, exaltaram a Atenas decaída, exaltou Florença como a "Nova Hélade", onde o conhecimento da língua e da literatura gregas era agora difundido. Provavelmente reagindo a essa diminuição de seu papel, Demétrio publicou em Florença, em 9 de dezembro de 1488, a primeira obra impressa contendo os escritos sobre Homero, Heródoto, Plutarco e Dião Crisóstomo, a Ilíada, a Odisseia, a Batracommiomania e os Hinos.
As más relações com os membros do Estúdio Florentino convenceram Demétrio a tentar mudar-se para Roma: em outubro de 1488, ele conseguiu ser recebido pelo papa Inocêncio VIII, que, no entanto, não atendeu ao seu pedido.
Em julho de 1491, Ludovico il Moro ofereceu-lhe a cadeira de grego em Milão, que Demétrio foi capaz de aceitar com o consentimento de Lourenço, o Magnífico. Na corte de Il Moro, Demétrio teve maior sucesso e notoriedade, tanto que em 1494 foi convencido a publicar em Milão a única obra inteiramente sua que chegou até nós: um manual escolar para aprender a língua grega: o "Ερωτήματα. Naqueles anos foi professor de Gian Giorgio Trissino, a quem transmitiu sua paixão pelo estudo da língua grega antiga e seu amor pela literatura clássica.
Com a ocupação francesa do Ducado de Milão, Demétrio refugiou-se em Ferrara, pensando que sua carreira estava comprometida, mas em março de 1501 recebeu um convite de Georges d'Amboise, legado de Luís XII, para retornar à sua sé milanesa. Em Milão, o velho mestre ateniense, aos 78 anos, teve Ptolomeu, seu décimo e último filho.
Em 1504 Calcondyla publicou sua última obra: dedicada ao arcebispo de Paris, E. Poncher, é uma tradução latina do compêndio parcial das Histórias Romanas de Dião Cássio escrito por Giovanni Xifilino no século XI.
Em 9 de janeiro de 1511, Demétrio Calcondila, aos 88 anos, morreu em Milão; foi sepultado na Igreja de Santa Maria della Passione.
Segundo Benedetto Giovio, Poliziano criticou Chalcondyla como "aridus atque ieiunus" (árido e jejum) enquanto Erasmo de Roterdã o elogiou como "probus" e "erudito", mas de um intelectual fundamental "mediocritas". Por outro lado, Trissino o tinha em tal estima que, com a morte de seu mestre, mandou confeccionar uma placa comemorativa que ainda existe na Igreja de Santa Maria della Passione.